# Limnephilus flavospinosus
Limnephilus flavospinosus är en nattsländeart som först beskrevs av Stein 1874.  Limnephilus flavospinosus ingår i släktet Limnephilus och familjen husmasknattsländor. Inga underarter finns listade i Catalogue of Life.

## Bildgalleri

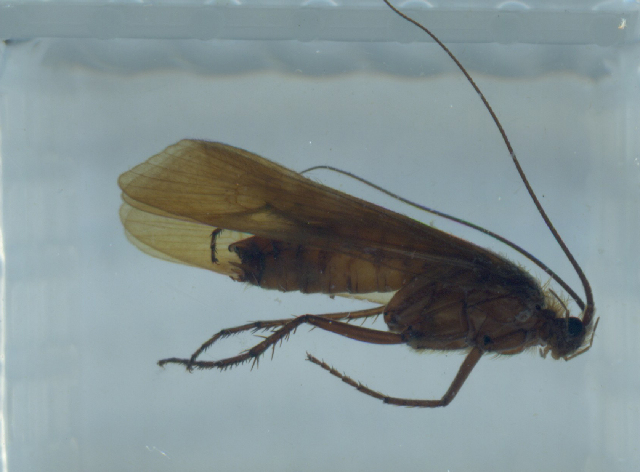